# Tél tábornok

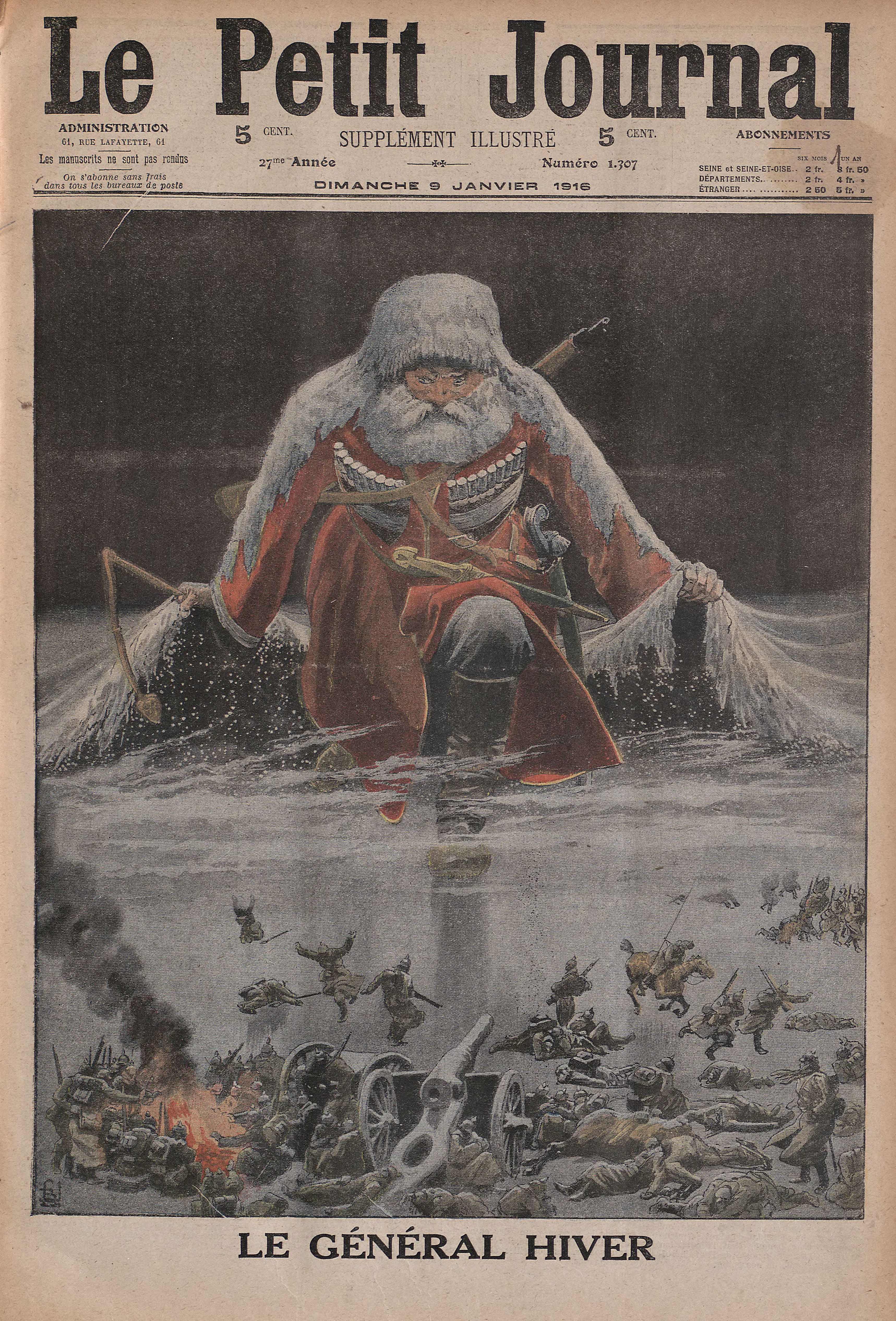
„Tél tábornok” rajzos ábrázolása a Le Petit Journal francia napilap címlapján, 1916. január 9.

„Tél tábornok” vagy „Fagy tábornok” szimbolikus kifejezés, a kemény téli viszonyok megszemélyesített köznyelvi és sajtónyelvi elnevezése, elsősorban Oroszországban (vagy a Szovjetunióban) lezajlott katonai eseményekről szóló szövegösszefüggésekben. Használatával arra utalnak, hogy a téli időjárás extrém körülményei az országba benyomuló idegen hódítók erejét jelentősen gyengítik, a honvédőkét erősítik. Az orosz tél pusztító erejének hírnevét erősíti az Oroszország (és a Szovjetunió) ellen a történelem során indított hadjáratok többségének katasztrofális kudarca.
A kifejezés az „orosz tél” szinonimája. Több nyelvben meghonosodott. Oroszul Генерал Мороз és генерал Зима (Genyeral Moróz, Genyeral Zima, azaz „Fagy tábornok, Tél tábornok”), németül General Winter vagy General Schnee („Tél tábornok, Hó tábornok”), franciául général Hiver vagy général Givre („Tél tábornok, Fagy tábornok”), angolul General Winter, General Frost, General Snow („Tél tábornok, Hó tábornok, Fagy tábornok”). E kifejezések az orosz tél embert próbáló, pusztító hatására utalnak.
Hasonló jellegű kifejezés a „Sár tábornok” (oroszul: генерал Грязь / genyeral Grjaz, franciául: général Boue, németül: General Schlamm, angolul: General Mud), amely az ún. „raszputyica” (распутица) jelenségére utal. A tavaszi olvadás és az őszi esőzések nyomán rendszeresen sártengerré váló lefolyástalan talaj szinte lehetetlenné tette (és teszi ma is) mind a gyalogság, mind a járművek mozgását a kövezetlen oroszországi utakon, kudarcra ítélve a támadó ellenség gyors előnyomulását.

## A „tél tényező”

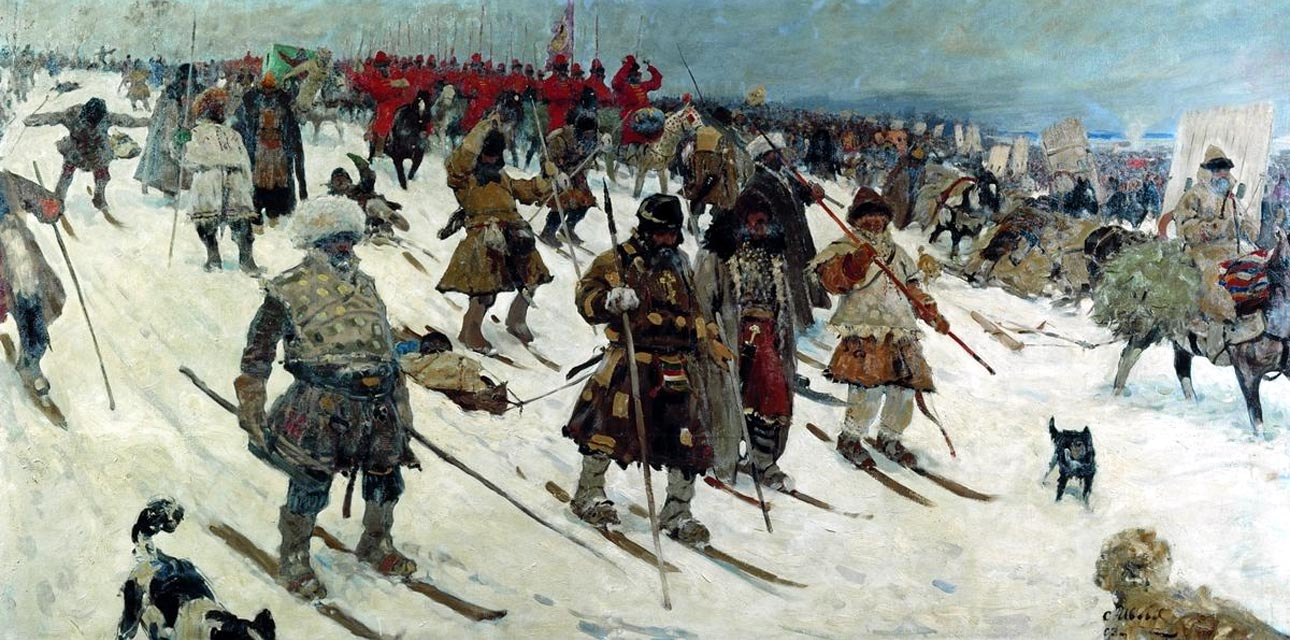
Középkori orosz harcosok sítalpakon a harmadik orosz–litván háborúban (1507–1508)

Az „orosz tél tényező” jelentőségét, hatásának mértékét katonai szakírók többféleképpen ítélik meg. A vita elsősorban azon folyik, hogy „Tél tábornok” szerepe döntőnek minősíthető-e a támadó hadjáratok kudarca szempontjából? Egy, az oroszországi téli hadviselésről szóló amerikai tanulmány szerint „Tél tábornok” mítoszát az oroszok tudatosan túlhangsúlyozzák, hogy elkerülhetetlennek, szükségszerűnek mutassák az „alsóbbrendűnek tekintett keleti nép” elsöprő győzelmét a magát „felsőbbrendűnek” hirdető nyugati katonai-műszaki technológiák fölött. Valójában mind Napóleon, mind Hitler haditervének első kudarcai már a hadjárat első szakaszában, jóval a tél beköszönte előtt elkezdődtek, rossz ellátás, betegségek, dezertálások és az ellenség rajtaütései miatt. A hitleri Wehrmacht 1941. novemberéig, az orosz tél beköszöntéig már 734 000 katonát veszített el, anyagi utánpótlása is erősen leromlott.  utánpótlása kimerülőben volt. A tanulmány ugyanakkor elismeri, hogy a szélsőséges téli időjárás igen jelentős, de nem döntő faktora a katonai vereségeknek. Olyan sok és nehéz plusz problémákat okoz, amelyeket a hadsereg a tél elmúlta után is nehezen tud kiheverni.

## Történelmi hadjáratok Oroszországban

### XII. Károly svéd király hadjárata (1707–1709)
A nagy északi háború során 1707 őszén XII. Károly svéd király lerohanta Nagy Péter orosz cár országát. A harcolva visszavonuló oroszok a felperzselt föld taktikáját alkalmazták, elpusztították az ellenség számára használható erőforrásokat, tűzifát, felégették a lakóhelyeket, egész éven át fékezve a svédek előrenyomulását. Az 1708–1709-es tél a 18. század legkeményebb tele volt. (Feljegyezték, hogy a Velence sósvizű tengeri kikötője is befagyott.) Károly 35 000 főnyi seregét megtizedelték a kemény fagyok, a téli viharok és az ellátmány krónikus hiánya. Tavaszra már csak 19 000 harcképes katonája maradt. 1709 júniusában a poltavai csatában döntő vereséget szenvedett, ez a Svéd Birodalom végét jelentette.

### Napóleon oroszországi hadjárata

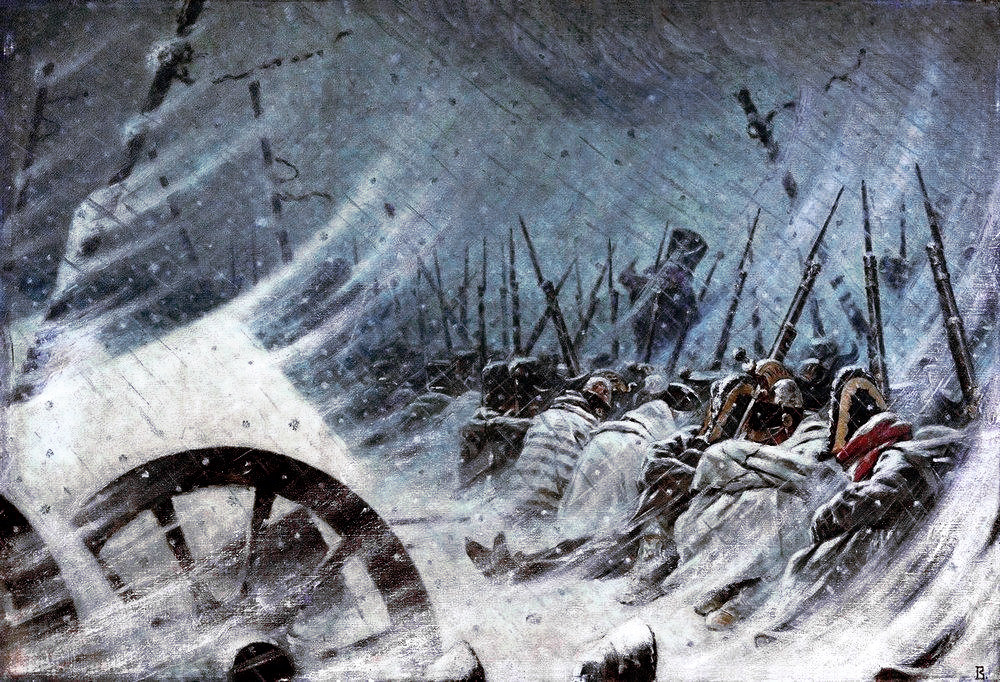
Szabad ég alatt éjszakázó francia katonák az 1812-es oroszországi visszavonulás idején

Napóleon császár „Nagy Hadserege” (La Grande Armée) 610 000 főnyi erővel nyár elején (1812. június 24-én) lépte át az Orosz Birodalom határát és Moszkva felé vonult. Az orosz haderő kitért a csata elől, és visszavonulva a felperzselt föld taktikáját alkalmazta: a franciák odaérkezése előtt széles sávban felégették a termést és a falvakat, hogy az ellenség ezeknek ne vehesse hasznát, ne találjon élelmet, takarmányt, fűtőanyagot, szállást. Napóleon már 100 000 főre olvadt seregével ért Moszkvába, amit az oroszok szintén felgyújtottak. Októberben Napóleon visszavonulásra adott parancsot, seregét a beállt télben további katasztrofális veszteségek érték. November végén, a berezinai átkelés után már csak 28 000 katonája maradt, Oroszország határát a császár már csak 10 000 emberével érte el. A hadjárat későbbi elemzői egyetértenek abban, hogy az orosz tél (és annak következményei) igen jelentős, de nem döntő szerepet játszottak Napóleon vereségében.
A katasztrofális vereségért a francia kortársak az időjárást okolták, 1835-ben azonban Gyenyisz Davidov (1784–1839) cári lovastiszt és katonaköltő közzétett egy hadtörténeti cikket, „Vajon a fagy pusztította-e el a francia hadsereget 1812-ben?” címmel, amelyben kimutatta, hogy a francia hadsereg már a hadjárat első felében, aránylag enyhe évszakokban is súlyos emberveszteségeket szenvedett a partizánháborúban, és felsorolta ennek valódi okait. Nemcsak saját személyes visszaemlékezéseire támaszkodott, hanem felhasználta sok külföldi, köztük több francia elemző véleményét is.

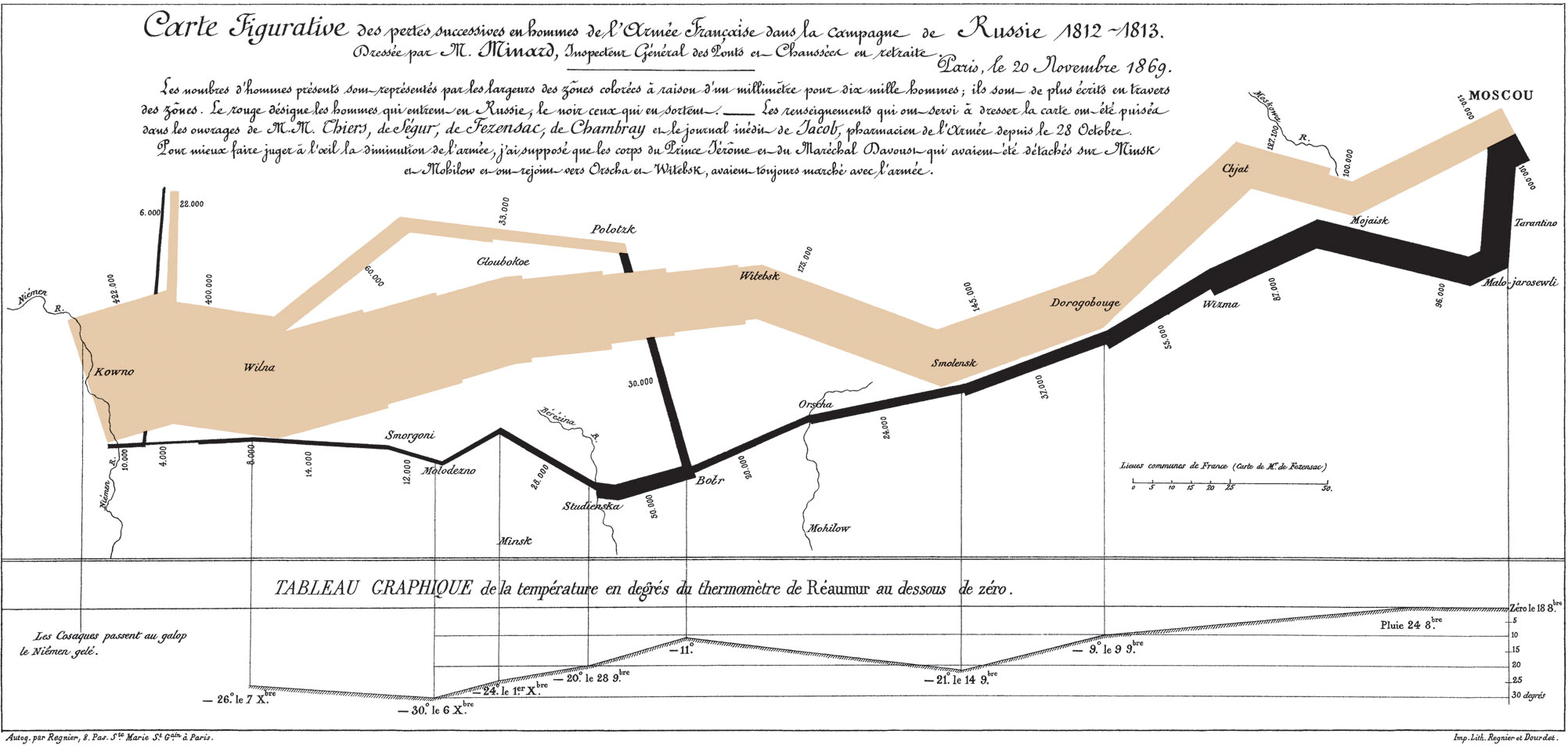
Charles J. Minard kétdimenziós grafikus folyamatdiagramja a Grande Armée erejének csökkenéséről Moszkva felé, majd onnan vissza vonultában. Az ábra egyik paramétere a levegő hőmérséklete, Réaumur-skálán (-30°R = -37,5 °C)

Charles J. Minard francia építőmérnök, a párizsi Állami Műtárgyépítő Mérnöki Főiskola (École nationale des ponts et chaussées) tanára, az infografika fejlesztője és alkalmazója, 1869-ben közzétett egy szemléltető grafikus folyamatábrát – mai nevén Sankey-diagramot – melyen bemutatta a napóleoni hadsereg létszámának, harcértékének lemorzsolódását az oroszországi hadjárat tartama alatt. A diagram alatt feltüntette a külső hőmérséklet aktuális értékeit is, Réaumur-fokokban.
Allen F. Chew amerikai hadtörténész 1981-ben kiadott könyve szerint Napóleon Nagy Hadseregének derékhada a hadjárat kezdetén legalább 378 000 katonából állt. Az invázió első nyolc hetében ez a létszám a felére apadt, még mielőtt a hadjárat legfontosabb ütközetére sor került volna. A katonák egy részét az utánpótlási pontokat védő helyőrségként kellett hátrahagyni, de további kieséseket okoztak a betegségek és dezertálások, és a partizánháború kisebb-nagyobb csatározásai is sok ezer katona elvesztésével jártak. 1812. szeptember 7-én az egész oroszországi hadjárat egyetlen komoly ütközetében, a borogyinói csatában Napóleon már csak 135 000 katonát tudott harcba küldeni, hogy legalább 30 000 ember elvesztése árán egy hajszálon múló, pürrhoszi győzelmet arathasson, 900 kilométer mélységben, ellenséges területen állva. Ezt követte Moszkva megszállása, és a város önpusztítása. A cár tárgyalási ajánlatának makacs elmaradása Napóleont végül megalázó visszavonulásra kényszerítette. Ezt túl későn, október 19-én rendelte el. Az első fagyok már október végén beálltak, és november 5-én már leesett az első hó.
Dominic Lieven brit kutató a vereség döntő tényezőjének azt tartja, hogy télen csaknem lehetetlen volt a csapatok élelmezése és a lovak takarmányának begyűjtése.

### Intervenció az orosz forradalom ellen (1918-1919)
Az oroszországi polgárháború során a fehér felkelők támogatására érkező külföldi intervenciós hadseregek is, de a bolsevik Vörös Hadsereg is hamarosan megtapasztalta a kemény téli körülményeket. Terveiket az időjáráshoz kellett alkalmazniuk. Egyik hadvezetés sem volt kellően felkészülve a téli hadviselésre, ennek súlyos következményei nem maradtak el. A hadseregek mozgását, manővereit mindkét oldalon korlátozta, ellátási nehézségeit súlyosbította a tél. Ugyanakkor „Tél tábornok” tevékenysége egyik fél számára sem hozott döntő előnyt.

### Német hadjárat a Szovjetunió ellen (1941)
A második világháború harmadik évében a Barbarossa hadművelet tervezésekor Hitler annyira bizonyos volt a gyors győzelemben, hogy a keleti haderőt nem készítették fel arra, hogy még 1941–42-es telén is a fronton kell harcolnia. A hadművelet elhúzódása miatt a Wehrmacht egységeinek ellátása gyengült, elégtelen volt a téli ruházattal való ellátás.
Ugyanakkor a Szovjetunió ellen vonuló német keleti haderő már a hadjárat első öt hónapjában, még az első tél beállta előtt több, mint 734 000 főt elveszített (2,3 milliós induló állományának mintegy 23%-át). Eduard Wagner tüzértábornok, a Wehrmacht főszállásmestere (Generalquartiermeister des Heeres) 1941. november 27-én ezt jegyezte fel: „Erőforrásaink végére jutottunk, emberben és ellátmányban egyaránt. Így megyünk neki a legkeményebb télnek.” Írta ezt akkor, amikor a szokatlanul korán beköszöntő 1941-es tél még előnyöket ígért: a fagyás hamarabb járhatóvá tette a „raszputyica” jelensége következtében sártengerré vált utakat, megkönnyítette a hadsereg mozgását és az utánpótlás szállítását, miközben a hőmérséklet még nem szállt le extrém alacsony értékekre, az „igazi” kontinentális tél még el sem kezdődött.
Vlagyimir Bogdanovics Rezun, a Szovjetunióból dezertált titkosszolgálati tiszt, később Viktor Szuvorov álnéven katonai író a német–szovjet háborúról írt könyvében azt írja, a támadók kudarcát valójában nem maga az orosz tél okozta, inkább a hadjárat előkészítésének elégtelensége. A hadműveletek tervezésekor figyelembe kellett volna venni minden lehetséges felmerülő fizikai akadályt, így Oroszország területi kiterjedését, a talaj minőségét és az orosz tél viszonyait is.

## A téli harcászat sajátosságai
A téli harcászatra – különösen a sarkvidéki hadműveletekre – készülő hadvezetésnek figyelembe kell vennie a következőket:
- A logisztika (a csapatok mozgása és az utánpótlás szállítása) télen erős korlátokba ütközik, akár gyalogságról, akár járművekről van szó.
- A gépek motorjai és a tűzfegyverek különleges kezelést (kenőanyagokat) igényelnek, ennek hiányában befagynak, működőképességük leromlik vagy teljesen megszűnik.
- A téli viszontagságoknak ellenálló, temperált szállásokat kell létesíteni a harcoló katonáknak és a sebesülteknek is.
- A fagyási sérülések miatt jelentősen megnőhet az emberveszteség.[1]

Mindezek alapján állítható, hogy kemény téli viszonyok között a védekező fél általában előnyösebb helyzetbe kerül, mint a támadó.